# Bakeridesia gloriosa
Bakeridesia gloriosa är en malvaväxtart som beskrevs av D.M. Bates. Bakeridesia gloriosa ingår i släktet Bakeridesia och familjen malvaväxter. Inga underarter finns listade i Catalogue of Life.